# Lutz von Rosenstiel
Lutz von Rosenstiel (* 2. November 1938 in Danzig; † 12. April 2013 in München) war ein deutscher Professor für Organisations- und Wirtschaftspsychologie. Seine Arbeitsschwerpunkte waren die Arbeits- und Organisationspsychologie sowie die Markt- und Werbepsychologie.

## Familie
Rosenstiel wurde 1938 als jüngstes Kind des Helmuth von Rosenstiel (* 12. August 1900 in Lissa; † Januar 1945 bei Argenau) und dessen Frau Augusta, geb. von Conrad geboren. Sein Vater war von 1944 bis zu seinem Tod Kommendator im Johanniterorden. Er hatte zwei Schwestern: Renate (* 26. Februar 1930) und Felicitas (* 20. Mai 1935 in Lipie; † 15. September 2024 in Berlin) sowie einen Bruder Arnold Peter (* 20. Februar 1932 in Bromberg). Seine Großväter waren die Landräte Arnold von Rosenstiel und Herbert von Conrad.

## Leben
Rosenstiel studierte Psychologie, Betriebswirtschaftslehre und Philosophie zuerst in Freiburg im Breisgau und später in München. 1963 machte er sein Diplom in Psychologie und wurde 1968 in München zum Dr. phil. promoviert. 1974 habilitierte er sich in Augsburg an der Wirtschafts- und Sozialwissenschaftlichen Fakultät.
Von 1974 bis 1977 war von Rosenstiel wissenschaftlicher Rat und Professor für Wirtschaftspsychologie an der Universität Augsburg. Von 1977 bis 2006 war er Leiter des Institutsbereichs für Organisations- und Wirtschaftspsychologie der Ludwig-Maximilians-Universität in München. Zwischen 1992 und 1999 war er Prorektor dieser Universität. 1999 erhielt er die Würde eines Ehrendoktors der Wirtschaftswissenschaften der Universität Rostock. 2003 wurde er Mitglied des Hochschulrats der Universität der Bundeswehr in München. 2006 übernahm er eine Gastprofessur an der Wirtschaftsuniversität Wien. Er hielt zudem Seminare für Wirtschaftsunternehmen zu Themen wie Leistungsorientierung, Motivation, Demotivation. Von 2010 bis 2012 lehrte er an der Universität Hohenheim und vertrat dort den Lehrstuhl für Wirtschaftspsychologie in der Folge seines ehemaligen Schülers Heinz Schuler.
Rosenstiel erhielt im Jahr 1993 den Deutschen Psychologie-Preis und 2000 das Bundesverdienstkreuz der Bundesrepublik Deutschland. Er starb am 12. April 2013 nach schwerer Krankheit in München. Lutz von Rosenstiel war mit seiner Frau Iris verheiratet und war Vater einer Tochter und eines Sohnes.

## Werk
Er beschäftigte sich als interdisziplinär orientierter Wirtschaftspsychologe mit makroökonomischen Themen wie Psychologie der Konjunktur, Investieren, Kaufverhalten, und Sparen. Dabei war es für ihn selbstverständlich, sein Wissen auch anzuwenden. So haben sich viele DAX-Unternehmen von ihm in Fragen  der Personal- und Organisationsentwicklung oder beim Aufbau von Image- und Marketingskonzepten von ihm beraten lassen. Weitere von ihm bearbeitet Themen waren Führung und Leadership, Teamarbeit, Unternehmenskultur und Innovation. Zusammen mit anderen hat er Standardwerke zur Markt- und Werbepsychologie verfasst.

## Schriften (Auswahl)
- Lutz von Rosenstiel und Peter Neumann: Einführung in die Markt- und Werbepsychologie. Wissenschaftliche Buchgesellschaft, Darmstadt 1982, ISBN 3-534-08310-5.
- Lutz von Rosenstiel: Psychologie der Werbung. Komar Verlag, Rosenheim 1969.
- Lutz von Rosenstiel und Friedemann W. Nerdinger: Grundlagen der Organisationspsychologie. 7., überarbeitete Auflage. Schäffer-Poeschel, Stuttgart 2011, ISBN 978-3-7910-3065-4.
- John Erpenbeck und Lutz von Rosenstiel (Hrsg.): Handbuch Kompetenzmessung. Schäffer-Poeschel, Stuttgart 2003, 2. Auflage 2007, ISBN 978-3-7910-2477-6.
- Gerhard Comelli und Lutz von Rosenstiel: Führung durch Motivation – Mitarbeiter für Unternehmensziele gewinnen 4. Auflage. Vahlen, München 2009, ISBN 978-3-8006-3542-9.
- Lutz von Rosenstiel und Peter Neumann: Psychologische Grundlagen anwaltlicher Dienstleistung in: Hartung/Römermann, Marketing und Management München, 1999, ISBN 3 406 45022 9.
- John Erpenbeck, Lutz von Rosenstiel und Sven Grothe (Hrsg.): Kompetenzmodelle von Unternehmen - Mit praktischen Hinweisen für ein erfolgreiches Management von Kompetenzen. 2013.
- John Erpenbeck, Werner Sauter, Sven Grote und Lutz von Rosenstiel: Handbuch Kompetenzmessung. Erkennen, verstehen und bewerten von Kompetenzen in der betrieblichen, pädagogischen und psychologischen Praxis. 3. Auflage. Schäffer-Poeschel, Stuttgart 2016.